# Нейтродин
Нейтродин — радиоприёмник прямого усиления на триодах с несколькими каскадами усиления высокой частоты, в котором использовались цепи нейтрализации ёмкости «анод-сетка».

## История
В 20-е годы XX века во многих странах начало распространяться радиовещание. Для приёма местных радиостанций можно было пользоваться детекторными радиоприёмниками, но для приёма дальних станций их чувствительности недостаточно. Для повышения чувствительности в приёмнике должен быть усилитель. Для усиления сигналов использовались каскады на триодах.
Недостатком триода является большая паразитная ёмкость «анод-сетка». В результате при усилении высокой частоты появлялась значительная по величине неконтролируемая положительная обратная связь. При использовании нескольких каскадов усиления по высокой частоте обратная связь сильно ограничивала возможную степень усиления из-за возникновения генерации. В коротковолновом диапазоне волн паразитная ёмкость делала приём и вовсе невозможным.
Для компенсации этой обратной связи в 1922 году профессор Алан Хэзельтин предложил ввести цепь отрицательной обратной связи, в которую включался конденсатор (так называемый нейтродон), ёмкость которого была равна паразитной ёмкости «анод-сетка».
Приёмники нейтродинного типа выпускались до конца 20-х годов, до появления в широкой продаже тетродов и пентодов, после чего были вытеснены супергетеродинами.